# Hydropolis
Hydropolis è un progetto per costruire una serie di hotel sottomarini, firmato dal tedesco Joachim Hauser.
Un hotel è in corso di costruzione a Dubai negli Emirati e la sua apertura, inizialmente programmata per i Giochi olimpici 2008 di Pechino, è prevista entro la fine del 2009.
È prevista la realizzazione di un'altra struttura Golfo Persico: verrà ancorata al fondo marino, ad una profondità di 20 m, a 300 m di distanza dalla costa di Dubai. Da realizzarsi in acciaio, cemento e plexiglas e con la dotazione di 220 suite con oblò panoramici, l'estensione prevista è di oltre 107.700 m² e dovrebbe essere collegato alla terraferma mediante un tunnel trasparente.
Il costo della realizzazione è stato quantificato in 500 milioni di euro. È prevista la realizzazione di una piattaforma panoramica, tre ristoranti da 150 posti, terme, bar, un centro commerciale e il primo museo sottomarino del mondo, mentre in superficie due strutture trasparenti ospiteranno un teatro e una spiaggia ombreggiata da nuvole artificiali.
Inizialmente la sua apertura era stata prevista per la fine del 2007, ma sta subendo forti ritardi a causa dei costi molto elevati e dei problemi di impatto con l'ecosistema marino.
Il costo previsto di una notte all'Hydropolis è di 5.500 euro.